# Dario Marianelli
Dario Marianelli, född 21 juni 1963 i Pisa, är en italiensk kompositör av piano-, orkester- och filmmusik. Han började sin bana som kompositör av filmmusik med filmen Ailsa från 1994. Det riktiga genombrottet kom först 2005 när Marianelli komponerade musiken till Stolthet & fördom, Bröderna Grimm och V för Vendetta. Han Oscarnominerades för filmmusiken till Stolthet & fördom (2005), Försoning (2007) och Anna Karenina (2012); 2008 vann Marianelli både en Oscar i kategorin Bästa filmmusik och en Golden Globe Award för Försoning.